# 贝内雅克
贝内雅克（法語：Bénéjacq，法語發音：[beneʒak]）是法国大西洋比利牛斯省的一个市镇，属于波城区。

## 地理
贝内雅克（43°11'31"N, 0°12'47"W）面积17.04 平方千米，位于法国新阿基坦大区大西洋比利牛斯省，该省份为法国东南部省份，涵盖了贝阿恩与北巴斯克，西临大西洋比斯開灣，北至朗德省，东北接热尔省，东临上比利牛斯省，南与西班牙接壤。
与贝内雅克接壤的市镇（或旧市镇、城区）包括：巴尔赞、博代尔、科阿拉兹、拉巴特马勒、米尔佩克斯、蓬塔克、圣樊尚。

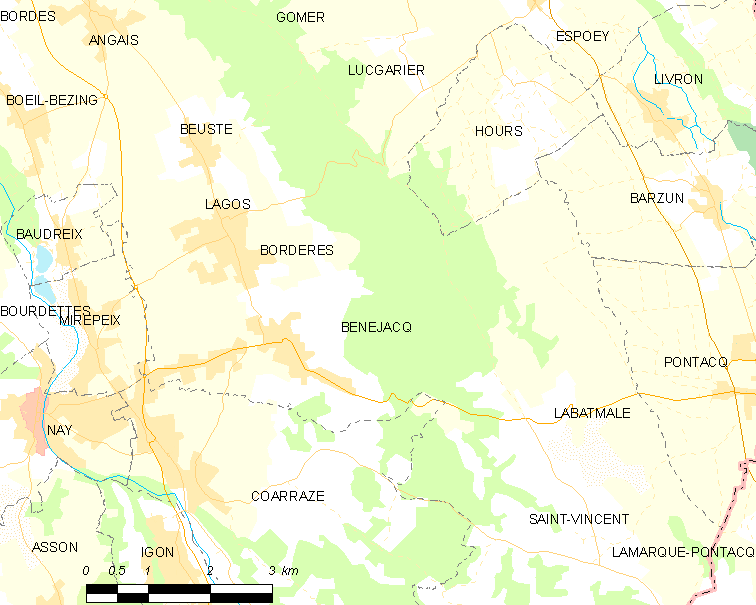
贝内雅克的OSM定位图

贝内雅克的时区为UTC+01:00、UTC+02:00（夏令时）。

## 行政
贝内雅克的邮政编码为64800，INSEE市镇编码为64109。

## 政治
贝内雅克所属的省级选区为乌斯河与拉关河河谷县。

## 人口

1962-2008年间贝内雅克人口变化图示

贝内雅克于2022年1月1日时的人口数量为1987人。